# Маріон (Огайо)
Маріон (англ. Marion) — місто (англ. city) в США, в окрузі Меріон штату Огайо. Населення — 35 999 осіб (2020).

## Географія
Маріон розташований за координатами 40°35′36″ пн. ш. 83°7′23″ зх. д. / 40.59333° пн. ш. 83.12306° зх. д. (40.593304, -83.122972).  За даними Бюро перепису населення США в 2010 році місто мало площу 30,60 км², з яких 30,40 км² — суходіл та 0,20 км² — водойми.

## Демографія
Згідно з переписом 2010 року, у місті мешкало 36 837 осіб у 12 868 домогосподарствах у складі 8175 родин. Густота населення становила 1204 особи/км².  Було 15066 помешкань (492/км²).
Расовий склад населення:
| - 86,7 % — білих - 9,6 % — чорних або афроамериканців - 0,4 % — азіатів - 0,2 % — корінних американців - 1,1 % — осіб інших рас |

До двох чи більше рас належало 2,1 %. Частка іспаномовних становила 3,0 % від усіх жителів.
За віковим діапазоном населення розподілялося таким чином: 22,2 % — особи молодші 18 років, 65,2 % — особи у віці 18—64 років, 12,6 % — особи у віці 65 років та старші. Медіана віку мешканця становила 37,3 року. На 100 осіб жіночої статі у місті припадало 121,6 чоловіків;  на 100 жінок у віці від 18 років та старших — 126,5 чоловіків також старших 18 років.
Середній дохід на одне домашнє господарство  становив 45 323 долари США (медіана — 33 365), а середній дохід на одну сім'ю — 52 451 долар (медіана — 42 358). Медіана доходів становила 37 095 доларів для чоловіків та 31 842 долари для жінок. За межею бідності перебувало 24,9 % осіб, у тому числі 36,5 % дітей у віці до 18 років та 9,4 % осіб у віці 65 років та старших.
Цивільне працевлаштоване населення становило 12 236 осіб. Основні галузі зайнятості: виробництво — 26,1 %, освіта, охорона здоров'я та соціальна допомога — 21,0 %, роздрібна торгівля — 13,1 %, мистецтво, розваги та відпочинок — 7,8 %.